# Margalef (Torregrossa)
Margalef és un nucli dispers ubicat al terme municipal de Torregrossa, a la comarca catalana del Pla d'Urgell. Té unes poques cases esparses prop de la carretera de Tarragona a Lleida (N-240), a l'encreuament amb la carretera local procedent de Torregrossa (LV-7022). Hi ha restes de la primitiva església de Santa Maria de Margalef (només façana, d'arcs apuntats i campanar d'espadanya) i al seu voltant s'hi han trobat restes de ceràmica ibera estudiada per E. Junyent i el Grup la Femosa d'Artesa de Lleida. La nova Església de Sant Bartomeu de Margalef, propera, és un petit edifici d'una nau, molt simple, amb porta adovellada i campanaret d'espadanya.
A Margalef s'hi troba un turó de 271 metres. Al cim hi ha un vèrtex geodèsic (referència 255117001 de l'ICC).

## Història
Esmentat a la fi del segle XII, formà part de la senyoria de Torregrossa des del segle xiii. Despoblat el primer terç del segle xv a causa de la pesta. Segons els "Censos Manifestants" de 1429, els beneficis, retaules i ornaments del seu temple foren traslladats a l'església de Castelldans. Domènec de Montsuar, conseller de Lleida el 1379, fundà l'any 1396 la capella de Santa Maria de Margalef. El poble fou reconquerit per la casa dels Cervera. La primera referència de l'església data de 1279 i 1280. En el fogatjament del 1365, Margalef tenia 34 focs.